# Liga de béisbol juvenil de Panamá
Los Campeonatos de Béisbol Juvenil son organizados por la Fedebeis, con equipos representando a cada una de sus provincias deportivas. Usualmente el campeonato se realiza entre los meses de enero y febrero.

## Campeones del Béisbol Juvenil
| Año  | Campeón        |  | Año  | Campeón      |  | Año  | Campeón      |  | Año  | Campeón      |
| ---- | -------------- |  | ---- | ------------ |  | ---- | ------------ |  | ---- | ------------ |
| 1962 | Coclé          |  | 1985 | Colon        |  | 2000 | Panamá Metro |  | 2015 | Panamá Metro |
| 1964 | Bocas del Toro |  | 1986 | Panamá Oeste |  | 2001 | Chiriquí     |  | 2016 | Panamá Metro |
| 1971 | Herrera        |  | 1987 | Panamá Metro |  | 2002 | Panamá Metro |  | 2017 | Herrera      |
| 1973 | Herrera        |  | 1988 | Panamá Metro |  | 2003 | Panamá Metro |  | 2018 | Coclé        |
| 1974 | Herrera        |  | 1989 | Panamá Metro |  | 2004 | Panamá Metro |  | 2019 | Los Santos   |
| 1975 | Los Santos     |  | 1990 | Panamá Metro |  | 2005 | Chiriquí     |  | 2020 | Herrera      |
| 1976 | Los Santos     |  | 1991 | Panamá Metro |  | 2006 | Veraguas     |  | 2021 | Coclé        |
| 1977 | Los Santos     |  | 1992 | Panamá Metro |  | 2007 | Chiriquí     |  | 2022 | Panamá Este  |
| 1978 | Panamá Metro   |  | 1993 | Panamá Metro |  | 2008 | Chiriquí     |  | 2023 | Panamá Oeste |
| 1979 | Colon          |  | 1994 | Chiriquí     |  | 2009 | Chiriquí     |  | 2024 | Coclé        |
| 1980 | Chiriquí       |  | 1995 | Panamá Metro |  | 2010 | Veraguas     |  | 2025 | Coclé        |
| 1981 | Panamá Metro   |  | 1996 | Panamá Oeste |  | 2011 | Chiriquí     |  |      |              |
| 1982 | Colon          |  | 1997 | Chiriquí     |  | 2012 | Panamá Metro |  |      |              |
| 1983 | Los Santos     |  | 1998 | Panamá Metro |  | 2013 | Panamá Metro |  |      |              |
| 1984 | Los Santos     |  | 1999 | Panamá Metro |  | 2014 | Panamá Metro |  |      |              |

## Tabla de Campeones
| Equipo         | Campeonatos | Temporadas |
| -------------- | ----------- | --- |
| Panamá Metro   | 21          | 1978, 1981, 1987, 1988, 1989, 1990, 1991, 1992, 1993, 1995, 1998, 1999, 2000, 2002, 2003, 2004, 2012, 2013, 2014, 2015, 2016 |
| Chiriquí       | 9           | 1980, 1994, 1997, 2001, 2005, 2007, 2008, 2009, 2011                                                                         |
| Los Santos     | 6           | 1975, 1976, 1977, 1983, 1984, 2019                                                                                           |
| Herrera        | 5           | 1971, 1973, 1974, 2017, 2020                                                                                                 |
| Coclé          | 5           | 1962, 2018, 2021, 2024, 2025                                                                                                 |
| Colón          | 3           | 1979, 1982, 1985 |
| Panamá Oeste   | 3           | 1986, 1996, 2023 |
| Veraguas       | 2           | 2006, 2010 |
| Bocas del Toro | 1           | 1964 |
| Panamá Este    | 1           | 2022 |